# Brčálník
Brčálník (německy Frischwinkel, Frischwinklel, Höllwinker, Hollgut) je osada jihovýchodně od Hojsovy Stráže u Železné Rudy. Nachází se v závěru Úhlavského údolí v nadmořské výšce 870 metrů.
Brčálník leží asi tři kilometry jihozápadně od centra vesnice Hojsova Stráž v Plzeňském kraji v klatovském okrese. Centrem je hotelový komplex s největším hotelem Fanda, který je hojně využíván k rekreaci a ke školám v přírodě spolu s několika menšími hotely a pensiony. Na Brčálníku je vlaková zastávka Hojsova Stráž-Brčálník železniční trati Plzeň – Železná Ruda-Alžbětín.

## Historie
První písemná zmínka o Brčálníku pochází z roku 1569.

## Turistika
Brčálník leží dva kilometry od Špičáckého sedla a je tedy východiskem pro turistiku a cykloturistiku. V nedalekém okolí se nachází Černé jezero, Čertovo jezero, vodní nádrž Nýrsko a jiné zajímavosti. Nachází se zde také několik památných stromů, například Jasany na Brčálníku či Brčálnický buk. V údolí Úhlavy se pod železniční tratí jihozápadně od osady prostírá přírodní rezervace Brčálnické mokřady.

## Galerie

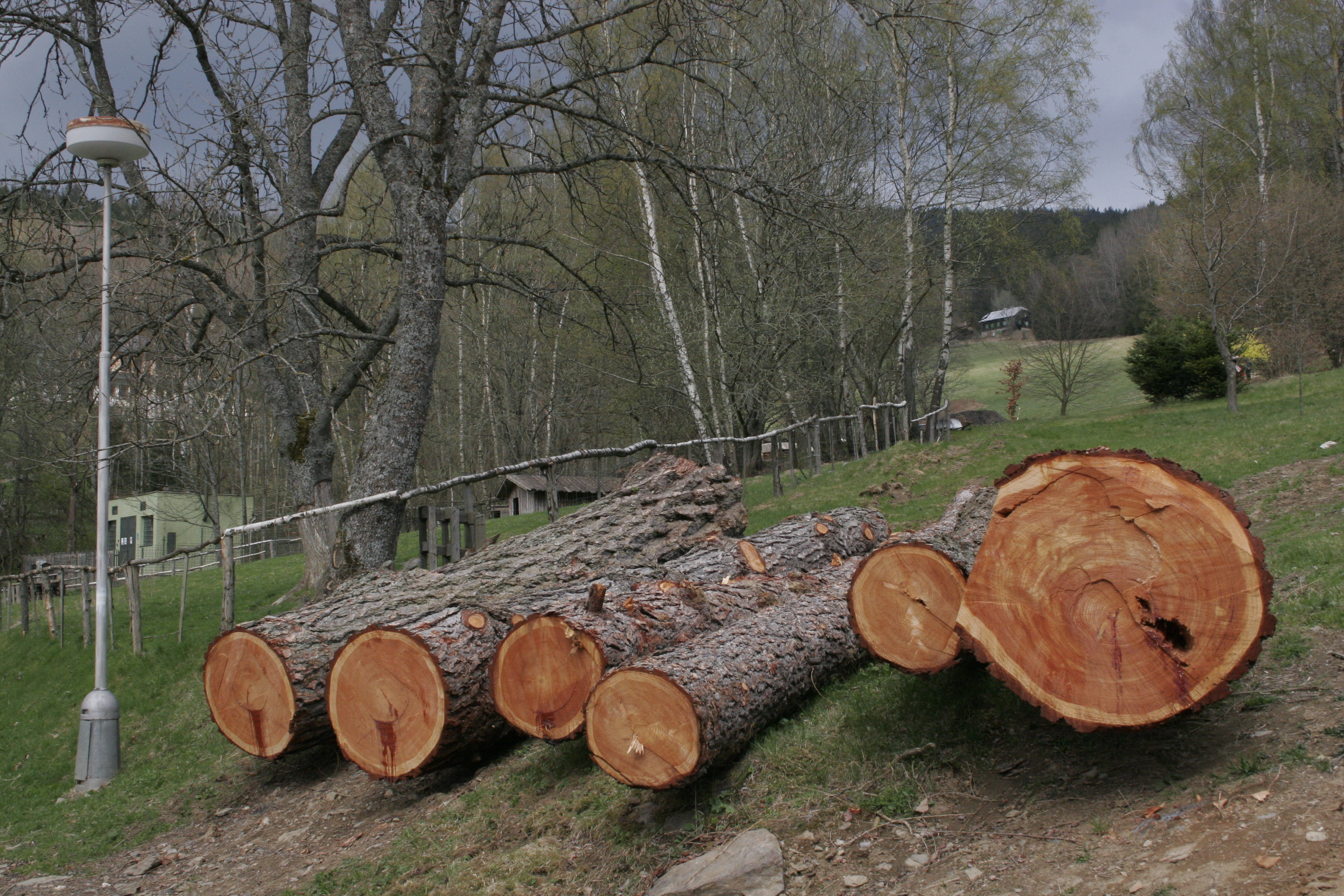
Sortimenty u lanovky
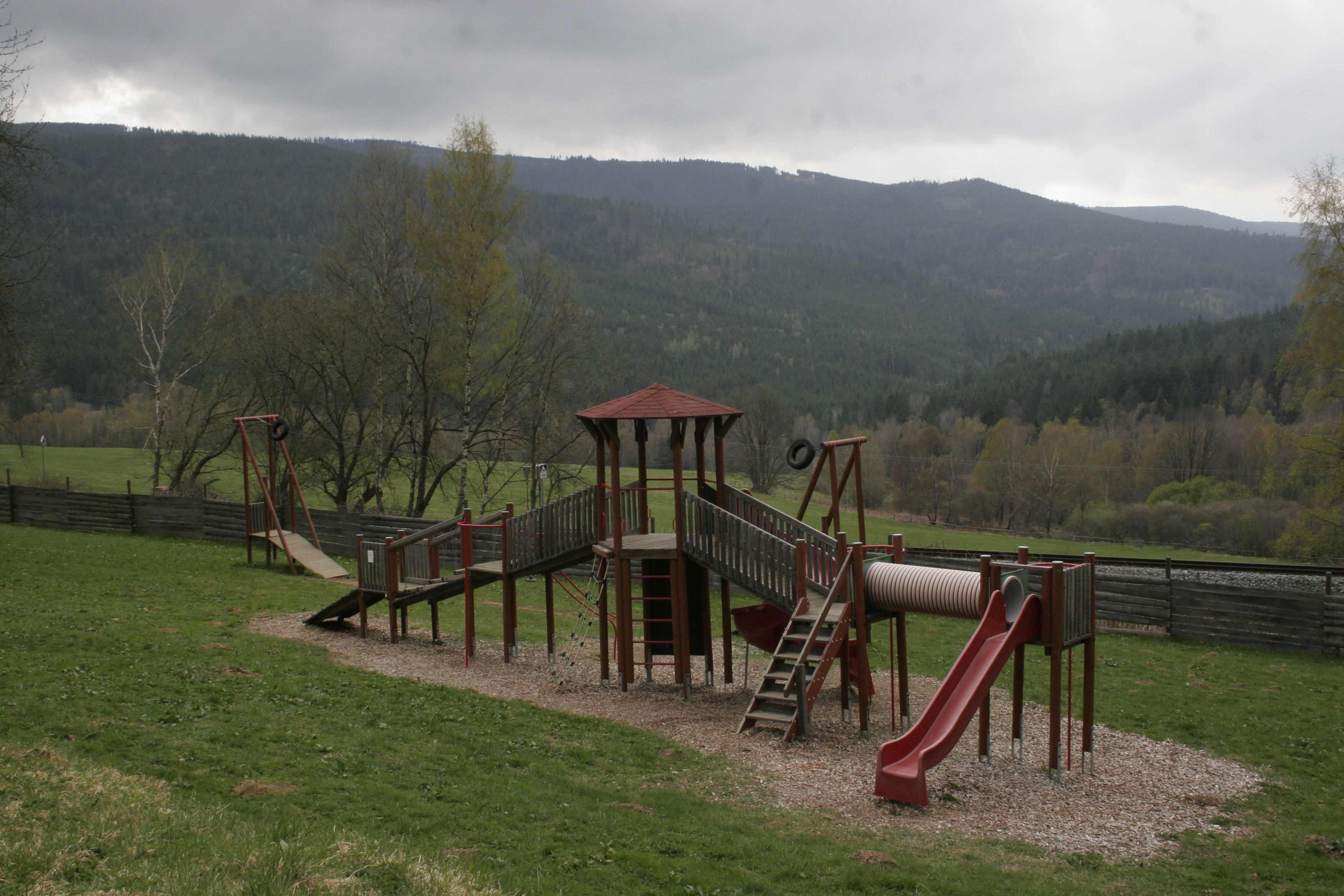
Dětské hřiště
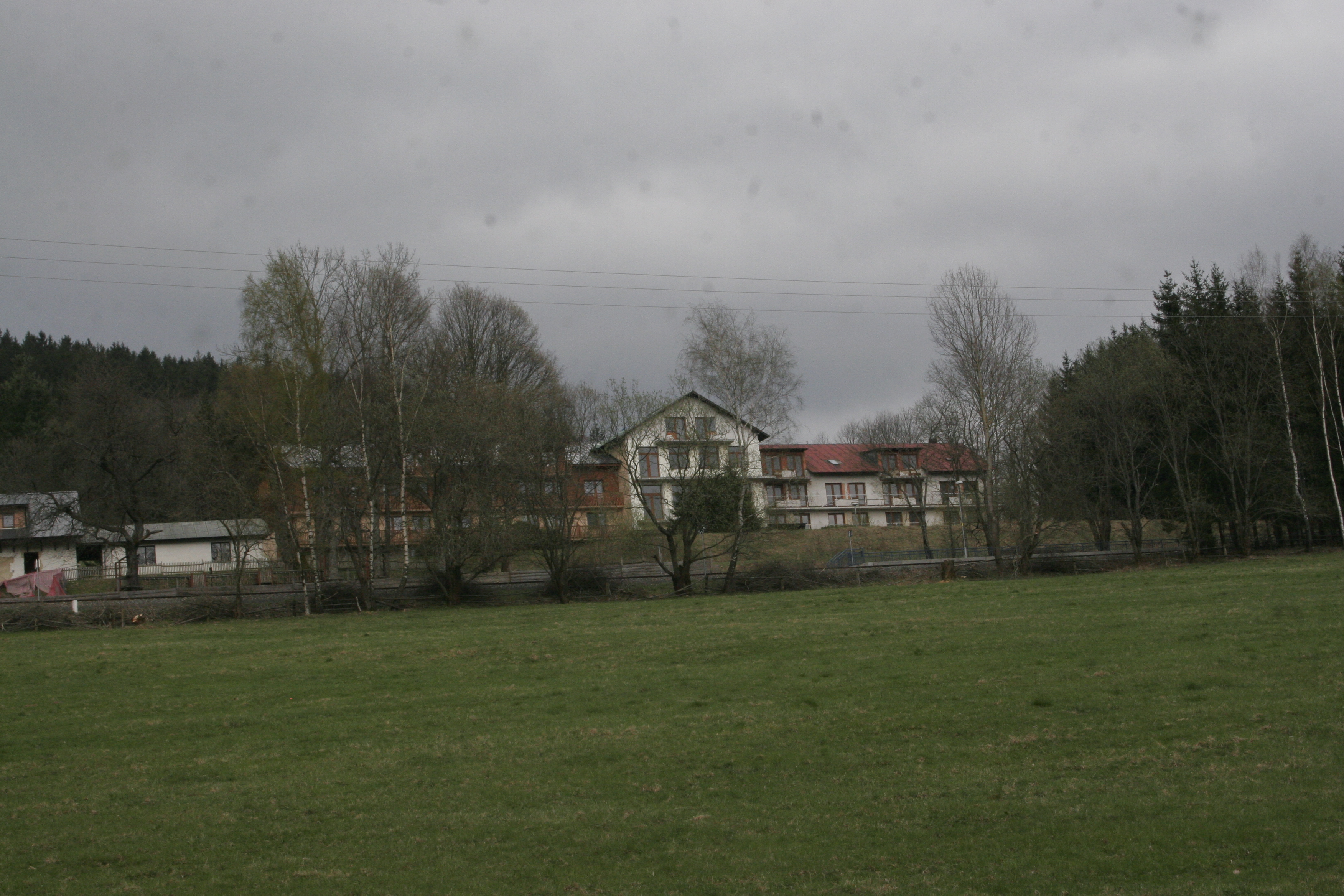
Dům